# Luísa Villalta Gómez
Luísa Villalta Gómez (La Coruña, 15 de julio de 1957- ibídem 6 de marzo de 2004) fue una escritora, filóloga y violinista española.Escribió poesía, teatro, narrativa de ficción, ensayo, artículo y traducción.
La Real Academia Gallega (RAG) eligió a Luísa Villalta como autora homenajeada para el Día de las Letras Gallegas de 2024. La RAG destacó que "fue una creadora de una obra única y sólida que la convirtió en una de las grandes figuras de la literatura gallega surgida en la segunda mitad de los años 80 y principios de los 90".La propuesta fue encabezada por la escritora y académica Ana Romaní y apoyada por Chus Pato, Marilar Aleixandre, Fina Casalderrey, Margarita Ledo Andión, Manuel Rivas, María López Sández, Eulogio R. Ruibal, Dolores Sánchez Palomino y Manuel González González.
El colectivo A Sega (plataforma de crítica literaria gallega) acordó dedicarle el "Día das Galegas nas Letras"del año 2022, como "Señora das Letras" diciendoː "te celebramos desde la complejidad de la epopeya hasta la publicidad, desde ti, desde tu pensamiento, lúcido y comprometido, siempre en la construcción de un pueblo".
Esta celebración honra anualmente a las mujeres que contribuyeron de forma destacada a la cultura en general y a la literatura en particular.

## Trayectoria
Estudió en la escuela Xosefinas de la calle Juan Flórez y en el liceo Eusebio da Guarda. Se licenció en Filología Hispánica y Filología Gallego-Portuguesa por la Universidad de Santiago de Compostela, también se licenció en violín. Formó parte de la Orquesta de Santiago de Compostela desde 1985 y, posteriormente, de la Joven Orquesta de Galicia, así como de diversos grupos de cámara gallegos. En 1988 aprobó las oposiciones de Magisterio de Lengua y Literatura Gallegas, y dio clases en el IES Xosé Neira Vilas (Perillo, Oleiros), en el IES Canido (Ferrol) y en el IES Isaac Díaz Pardo de Sada.
Desarrolló una intensa actividad cultural: dio seminarios, recitales de poesía y conferencias, entre otros. Colaboró en varias publicaciones como Man Común, A Nosa Terra, Festa da Palabra Silenciada, Tempos Novos, Grial, Luzes de Galiza, Agália, Boletín Gallego de Literatura, A Trabe de Ouro, Enclave o Página abierta.
Los artículos que publicó entre el 4 de enero de 2002 y el 4 de marzo de 2004 en A Nosa Terra, fueron recopilados en el Libro das colunas (2005).
Participó en organizaciones como la Asociación de Escritores en Lengua Gallega, el Foro por la Cultura Gallega o la Mesa de Normalización Lingüística.

## Fallecimiento
Murió prematuramente, el 6 de marzo de 2004,a causa de una meningitis,a la edad de 46 añosy sus restos mortales reposan en el cementerio de Santo Amaro en la ciudad herculina.Al finalizar el acto religioso, un nutrido grupo de personas del mundo literario y poetas de toda Galicia, como Manuel María y Manuel Rivas así como de la política como Xosé Manuel Beiras y Anxo Quintana la despidieron en un acto laico con poemas y música de violín.
En 2018, su familia trasladó sus fondos documentales al Centro de Investigaciones en Humanidades Ramón Piñeiro.

## Obra

### Poesía
- Música Reservada (1991). Sada: Edicíós do Castro . ISBN 978-8474925104 .
- Ruido (1995). La Coruña: Espiral Mayor . 96 páginas ISBN 9788488137609 .
- Rota a la olla (1995). Tema de ediciones. Plaqueta con cinco poemas.
- Sangrada(1999)
- Prisioneros sin presa (2002). [19]
- Estudio en la sombra (2002). [20]
- Modulación de Orfeu (2002). [21]
- Conxuro(2003)
- En concreto (2004). La Coruña: Espiral Mayor. 104 páginas ISBN 978-8495625984 .
- Loro (2006). [22] Santiago de Compostela : Laiovento . [a] ISBN 8484870863 .
- Palabras ingrávidas (2020). Edición de Armando Requeixo . CIRP ISBN 978-84-453-5365-3 . [b]
- El pensamiento es oscuro. Poesía recopilada (1991-2004) (2023). Vigo: Galaxia-CIRP. Ed. a partir de una. requesón [c] 364 páginas ISBN 9788491519966 . [23]

### Teatro
- Concerto para un home só (1989). Cadernos da Escola Dramática Galega n.º 76.
- O representante (1990). Cadernos da Escola Dramática Galega n.º 85.
- O paseo das esfinxes (1991). Cadernos da Escola Dramática Galega nº 88.
- As certezas de Ofelia (1999). Casahamlet n.º 1, Diputación Provincial de La Coruña.
- Os doces anos da guerra (2001). Revista Galega de Teatro n.º 29.
- Obra dramática completa. Sinfonía de escenas (2018). Edicións Proscritas.[24]

### Narrativa
- Siléncio, ensaiamos (1991). La Coruña: Vía Láctea. 124 páxs. ISBN 8486531667.
- Teoría de xogos (1997). Santiago de Compostela: Laiovento. 108 páxs. ISBN 978-84-89896-14-3.[25]
- As chaves do tempo (2001). Vigo: A Nosa Terra. 128 páxs. ISBN 978-8495350718.[26]
- Desperta do teu sono (2002).

### Ensayo
- O Don Hamlet de Cunqueiro: Unha ecuación teatral (1992). Santiago de Compostela: Laiovento. 94 páxs. ISBN 9788487847080.
- O outro lado da música, a poesía: relación entre ambas partes na historia da literatura galega (1999). Vigo: A Nosa Terra. 160 páxs. ISBN 9788489976856.
- Poética. Sobre un certo estado de conciencia (2002).
- A lingua dos sons (2003).
- A Música e Nós (2003).
- Libro das colunas (2005). Vigo: A Nosa Terra. 109 páxs. ISBN 9788496403529.
- O outro lado da música, a poesía (2021). Vigo: Galaxia. 192 páxs. ISBN 978-8491517504.[27]

### Traducciones
- Manifesto por un novo teatro, de Pier Paolo Pasolini (1994). Cadernos da Escola Dramática Galega, n.º 105, maio de 1994.[28]

### Obras colectivas
- Desde mil novecentos trinta e seis: homenaxe da poesía e da plástica galega aos que loitaron pola liberdade (1995). Sada: Ediciós do Castro.
- Novo do trinque (1997). Bloque Nacionalista Galego. Relatos.
- Bestiario (1998). Edicións do Dragón.
- A mandrágora, de Nicolás Maquiavelo (1998). Laiovento. Con Francisco Pillado Mayor.
- Mini-relatos (1999). Libraría Cartabón.
- Narradoras (2000). Vigo: Xerais.
- Longa lingua (2002). Vigo: Xerais.
- "Máis alá das raíces" en Materia prima (2002). Vigo: Xerais. Relatos.
- Alma de beiramar (2003). Asociación de Escritoras y Escritores en Lengua Gallega.
- Intifada. Ofrenda dos poetas galegos a Palestina (2003). Fundación Araguaney.
- Narradio. 56 historias no ar. Vigo: Xerais / Radio Galega (2003). Libro-CD. Extensa antoloxía de relatos creados para o Diario Cultural.
- Negra sombra. Intervención poética contra a marea negra (2003). La Coruña: Espiral Maior.
- Cartafol poético para Alexandre Bóveda (2006). La Coruña: Espiral Maior.
- Do máis fondo do silencio saen voces (2006). Asociación Cultural Panda de Relacións Laborais, La Coruña.
- Poemas pola memoria (1936-2006) (2006). Junta de Galicia.
- Dix-sept poètes galiciens 1975-2000. Dezasete poetas galegos 1975-2000 (2008). Universidad de La Coruña.
- Poemas coruñeses: antoloxía de textos poéticos dos séculos XIX e XX sobre a Coruña (2008). La Coruña: Espiral Maior.

## Reconocimientos

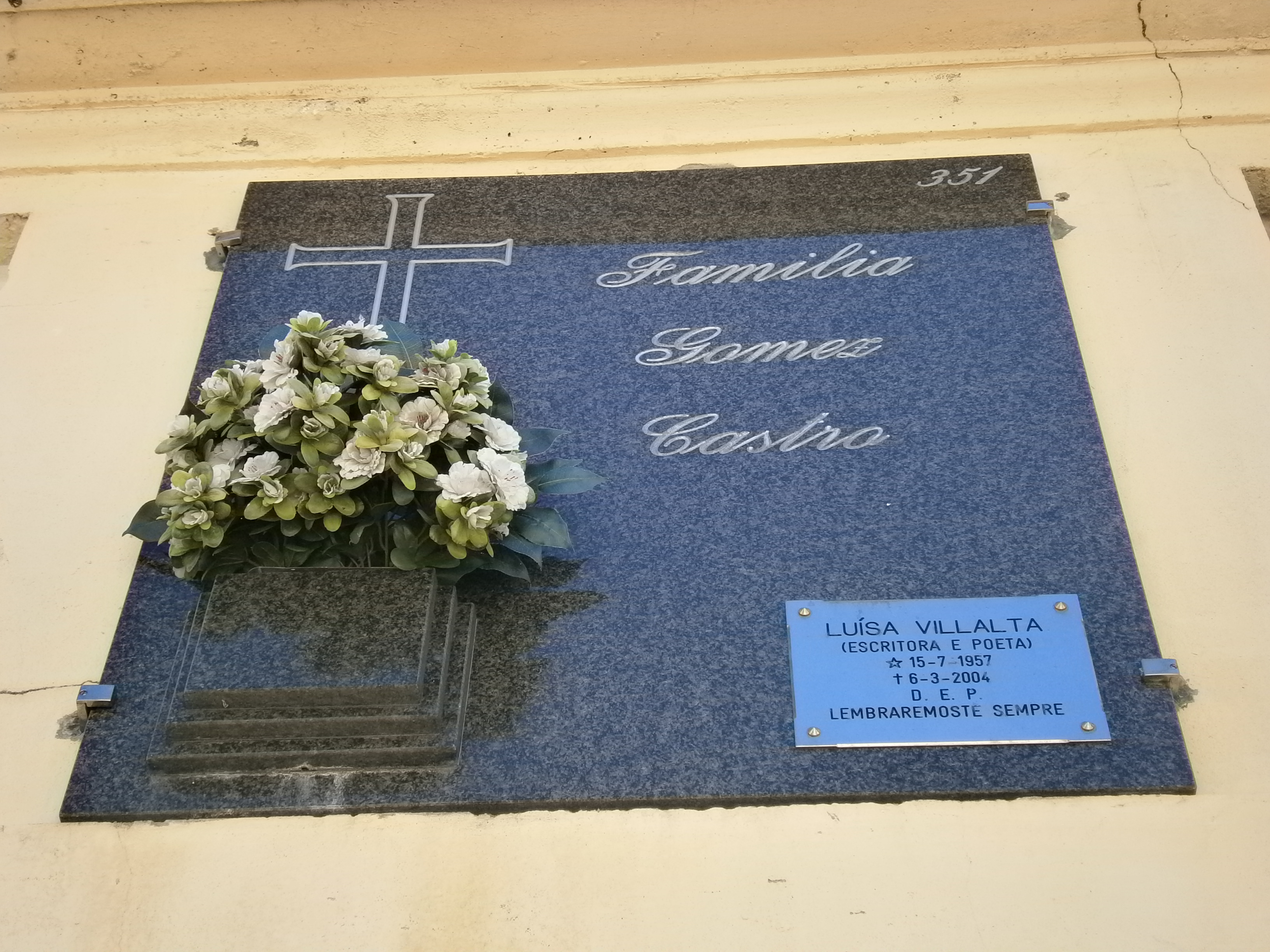
Tumba de Luísa Villalta en el Cementerio de San Amaro.

- Una calle de la ciudad de La Coruña lleva su nombre.
- I Certamen Literario de la Facultad de Filología de la Universidad de Santiago de Compostela.
- Acceso al Premio de Cuento Pedrón de Ouro en 1990, por A taberna do holandés .
- Premio Espiral Maior de Poesía en 2003, por En concreto .
- La Universidad de La Coruña creó el Premio Luísa Villalta a iniciativas normalizadoras . [29]
- La Diputación Provincial de La Coruña creó el Premio Luísa Villalta a proyectos culturales por la igualdad . [30] [31]
- Dedicatoria de un número de la revista del IES Isaac Díaz Pardo de Sada . [32]
- Da nombre a la biblioteca del IES Isaac Díaz Pardo de Sada. [32]
- Documental Luisa Villalta. Pasión y compromiso . [32]
- Homenaje CIRP el 6 de marzo de 2019 en Santiago de Compostela con la conferencia Palabra de Mujer . [33]
- En 2022 fue homenajeada en el Día das Galegas nas Letras por el grupo Sega . [d] [34]
- En junio de 2023, la Real Academia Gallega acordó dedicarle el Día de las Letras Gallegas de 2024.[35]

### Para escolares y jóvenes
- Polo correo do vento (2023). Tinta do mar. Pequena biografía de Luísa Villalta. Lela Edicións. 31 páxs. Ilustracións de Tania Solla. ISBN 978-84-12623505.

### Otros artículos
- Asociación de Escritoras e Escritores en Lingua Galega